# 口径食
口径食（こうけいしょく）は、光学上の概念である。画像中心部と周辺部に明るさの差が発生し、周辺光量が低下することの一つの原因となる。本項では、英語では（広義の） "vignetting" に一括して含まれる、それ以外の原因による周辺光量の低下、およびケラレについても述べる。

## 周辺光量の低下

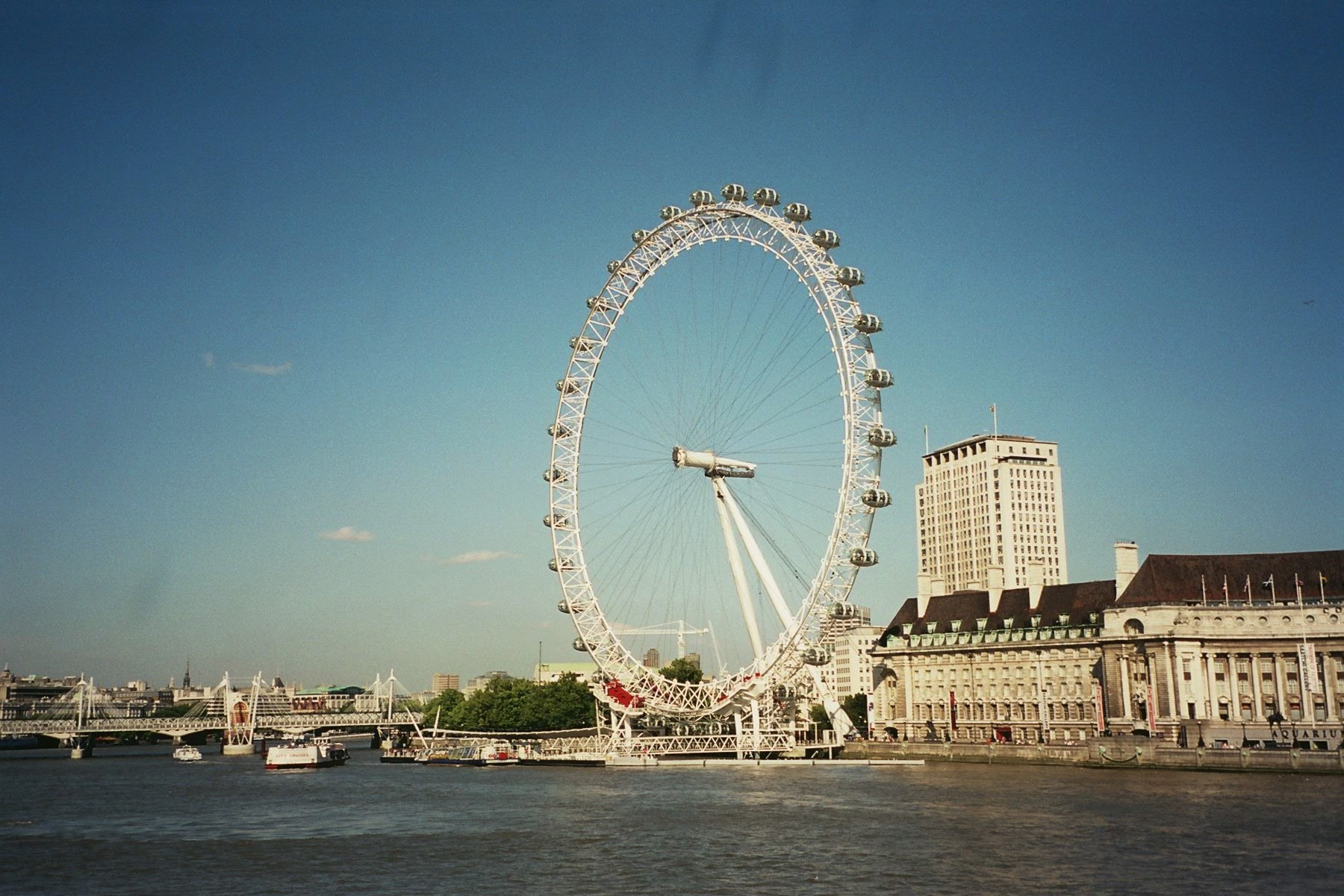
周辺光量が低下した写真

一般的な写真レンズの周辺光量の低下には、大きく二つの原因がある。
一つは、写真レンズの絞りを通った光束は断面が絞りの形状（近似的には円形）になるはずであるが、光軸に対して一定以上の角度をもって入射した光に対しては、絞り前後のレンズの径などに制約され、円形でなくレモン形や月が欠けたような形状になることがある。この現象は開放絞り付近で周辺部での光量が低下するという影響として現われ、絞りを絞ると軽減する。これが口径食である。付随して開放絞り付近で画面周辺部の点光源のボケ像が円形にならない現象が発生することもあり、この点光源の変形について言うことも多い。
英語ではこの現象をヴィネッティング "vignetting" と呼ぶが、周辺光量の低下全体も（広義の） "vignetting" であり、この現象のみをさすには "optical vignetting" と呼ぶ。
もう一つは、レンズへの入射角によって光量がコサイン4乗則（cosine fourth law）によって変化することに起因する。これは絞りを絞ることとは関係しない。
レンズ本来の設計上の問題以外に、周辺光量の低下は、後述のようなアクセサリーなどの不適切な使用で起こることもあるが、この場合にはもっぱら「ケラレ」と呼ぶ。

## コサイン4乗則
コサイン4乗則（cos4 law、cosine fourth law）とは入射角と照度の関係を示すもので、レンズに入射する光の入射角が光軸に対して、θ の場合、照度は以下の関係性を持つ。
{\displaystyle I=I_{0}{\cos ^{4}\theta }}
| {\displaystyle I_{0}} | :入射前の光の照度 |
| {\displaystyle I}     | :入射後の光の照度 |

## ケラレ
レンズの本来の設計上は想定していないような使用法によって、周辺が暗くなることもある。英語ではこの現象を  "mechanical vignetting" と呼んでいる。ケラレはひらがなで書くこともあるが、「蹴られ」ではなく、ラテン語の celare（隠す、隠れる）が語源である。
ケラレは次のような場合に発生する。
- 不適切なレンズフードの使用、あるいは厚すぎるフィルター枠などにより、それら自体が画面に映り込んでいる状態[1]。
- 画面サイズに対しイメージサークルの不適切に小さいレンズを用いて周囲が暗くなる。
- コンバージョンレンズ等を付加して撮影するときに、画像全体に光が届きにくくなり周辺光量が低下する。

日本語では、下記のような現象も「ケラレ」という。
- 内蔵ストロボを広角レンズと共に使った場合、近距離でレンズ鏡胴やフードにストロボ光が遮られて、部分的に暗くなってしまうこと。この暗くなった部分は上述のケラレとは異なり、被写体にできた影である。